# 卡维亚尔格
卡维亚尔格（法語：Cavillargues，法語發音：[kavijaʁɡ]）是法国加尔省的一个市镇，属于尼姆区。

## 地理
卡维亚尔格（44°6'53"N, 4°31'19"E）面积11.27 平方千米，位于法国奧克西塔尼大區加尔省，该省份为法国南部沿海省份，南端濒地中海，北起顺时针与阿尔代什省、沃克吕兹省、罗讷河口省、埃罗省、阿韦龙省和洛泽尔省接壤。
与卡维亚尔格接壤的市镇（或旧市镇、城区）包括：拉巴斯蒂德当格拉、勒潘、普尼亚多雷斯、萨布朗、圣洛朗拉韦尔内德、圣马塞尔德卡雷雷、圣庞斯拉卡尔姆。

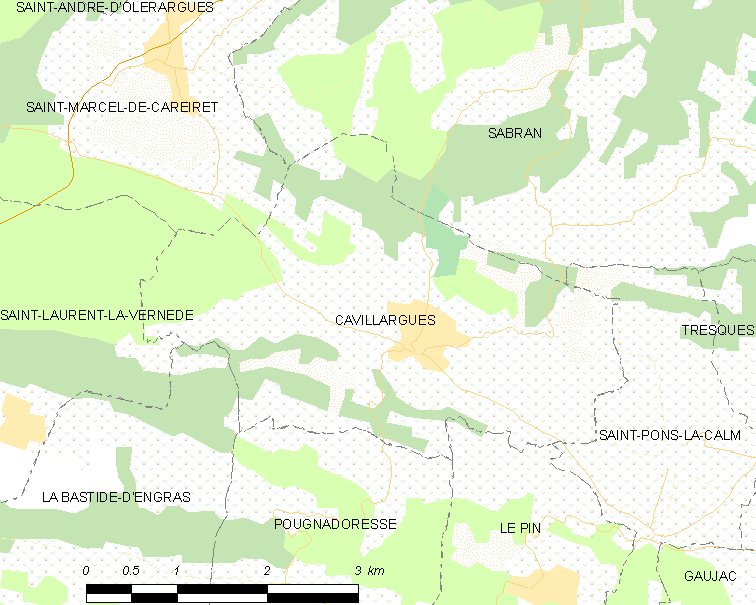
卡维亚尔格的OSM定位图

卡维亚尔格的时区为UTC+01:00、UTC+02:00（夏令时）。

## 行政
卡维亚尔格的邮政编码为30330，INSEE市镇编码为30076。

## 政治
卡维亚尔格所属的省级选区为塞兹河畔巴尼奥勒县。

## 人口

1962-2008年间卡维亚尔格人口变化图示

卡维亚尔格于2022年1月1日时的人口数量为847人。